# Ключики (Комишловський район)
Клю́чики (рос. Ключики) — селище у складі Комишловського району Свердловської області. Входить до складу Восточного сільського поселення.
Населення — 43 особи (2010, 66 у 2002).
Національний склад станом на 2002 рік: росіяни — 94 %.